# Iphimedia eblanae
Iphimedia eblanae is een vlokreeftensoort uit de familie van de Iphimediidae. De wetenschappelijke naam van de soort is voor het eerst geldig gepubliceerd in 1857 door Bate.